# Cretalamna
Cretolamna
Genre
Synonymes
- Cretolamna

Espèces de rang inférieur
- † Cretolamna appendiculata Agassiz, 1843
- † Cretolamna aschersoni
- † Cretolamna biauriculata Wanner 1902
- † Cretolamna bryanti
- † Cretolamna maroccana
- † Cretolamna pachyrhiza
- † Cretolamna lata

Cretalamna est un genre fossile de requins lamniformes de la famille des Otodontidae. 

## Présentation
L'orthographe de Cretolamna est controversée, à l'origine Cretalamna, mais aujourd'hui les deux orthographes sont utilisées. 
Ces requins ont vécu de l’Aptien (Crétacé inférieur) jusqu'à l'Yprésien (Éocène inférieur), soit il y a environ entre 115 et 48 millions d’années),. Ses espèces sont considérées par beaucoup[Qui ?] comme les ancêtres de nombreuses espèces de requins lamniformes modernes (tels que le requin mako ou le grand requin blanc), et de requins fossiles comme les Cretoxyrhina, Squalicorax, Otodus ou Carcharocles (dont le Mégalodon).

## Distribution géographique
Cretolamna était un genre répandu en Afrique du Nord (Maroc), au Proche-Orient (Jordanie) et en Amérique du Nord sur la côte est et dans le Midwest. Les gisements au Maroc sont généralement datés de l'Éocène. En Jordanie, ils sont datés du Crétacé et de l'Éocène, tandis que la plupart des gisements aux États-Unis datent du Crétacé et du Paléocène. C. maroccana était plus répandu au Maroc et en Jordanie, tandis que C. appendiculata était plus répandu aux États-Unis. Les deux espèces se sont chevauchées à un moment donné.[style à revoir]

## Liste d'espèces
Selon BioLib (22 août 2019) :

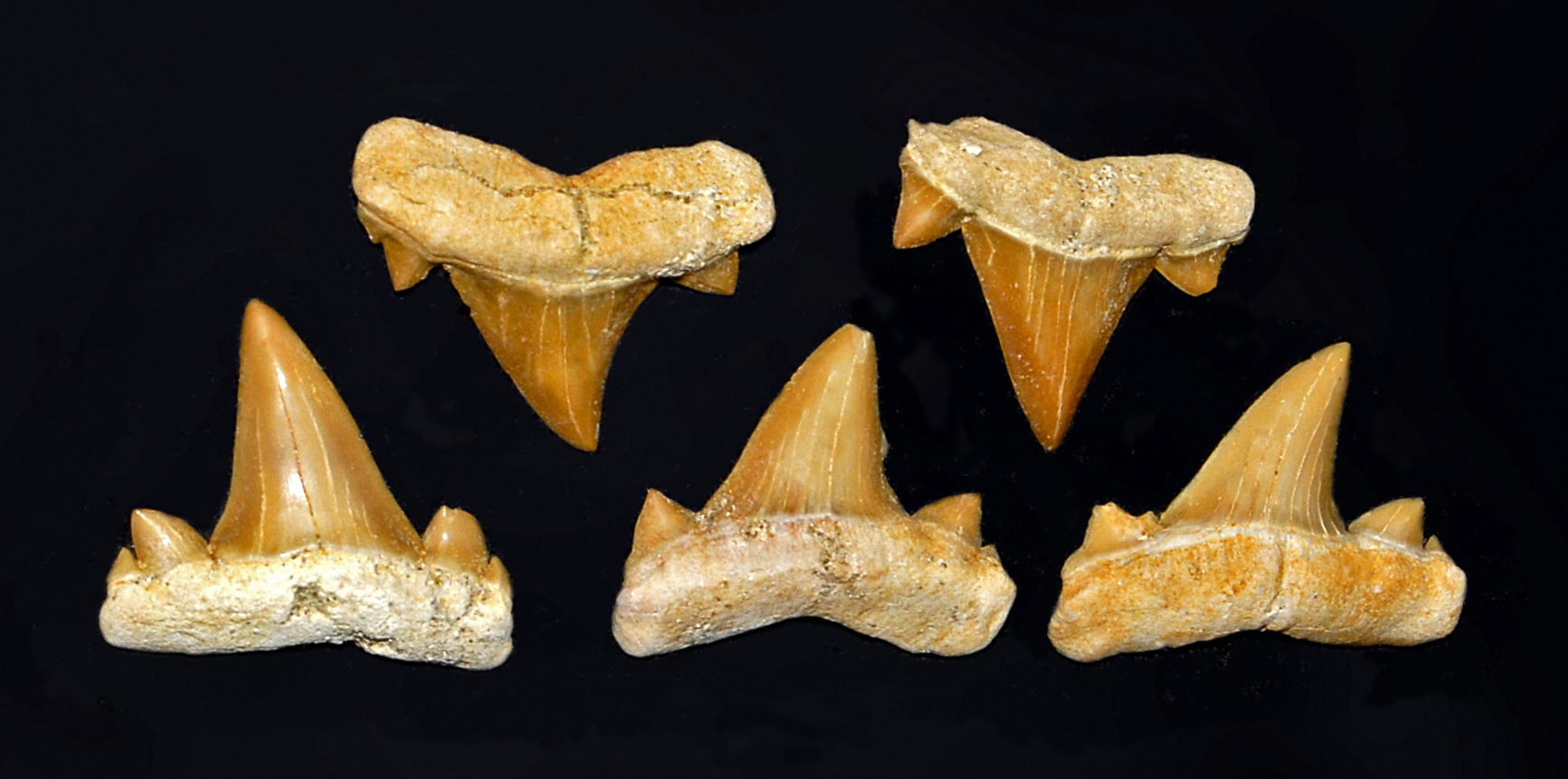
Dents fossiles de C. biauriculata de Khouribga (Maroc).

- Cretolamna appendiculata (Agassiz, 1843) †
- Cretolamna biauriculata (Wanner, 1902) †
- Cretolamna serrata (Agassiz, 1838) †

Autres espèces parfois mentionnées :
- Cretolamna aschersoni †
- Cretolamna bryanti †
- Cretolamna maroccana †
- Cretolamna pachyrhiza †
- Cretolamna lata †